# Commonwealth Stadium, Edmonton

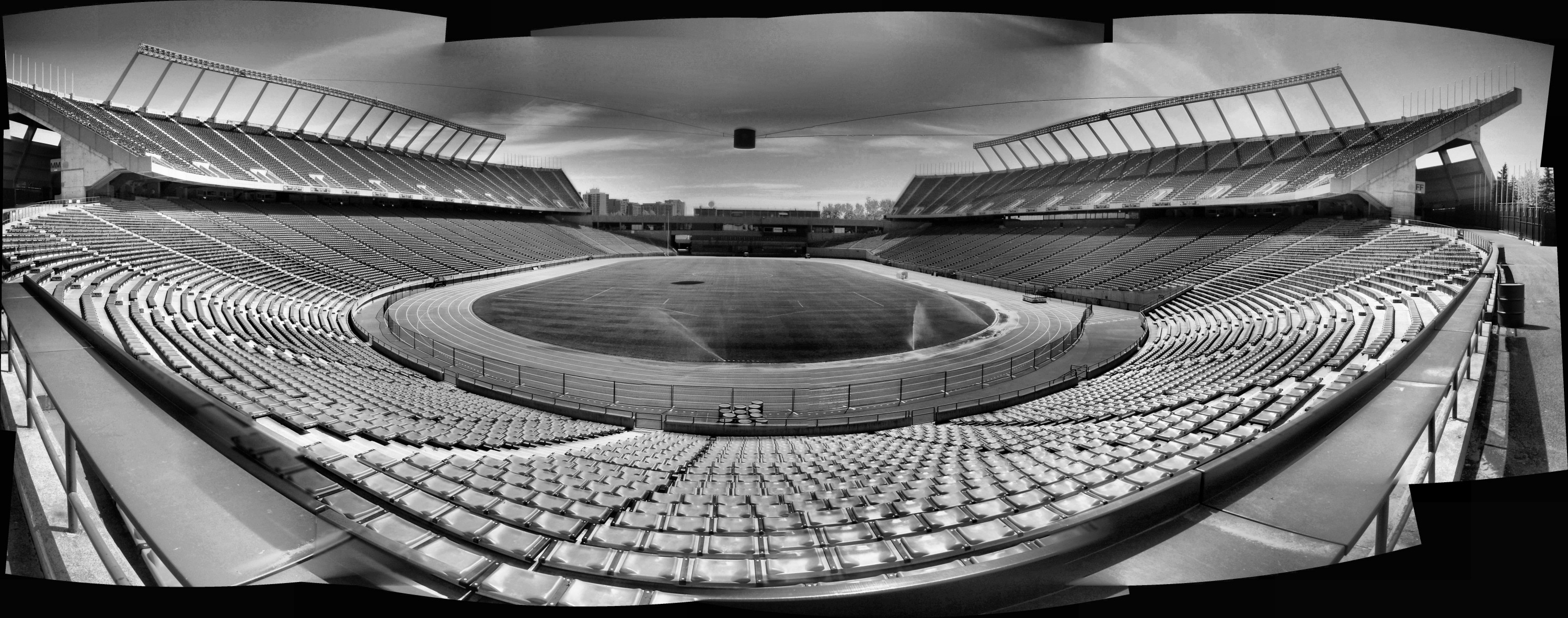
Panorama över Commonwealth Stadium

Commonwealth Stadium är en sportanläggning i Edmonton i provinsen Alberta i Kanada. Den öppnades 1978 och rymmer ungefär 56 400 åskådare.

## Stora arrangemang
- Samväldesspelen 1978
- Sommaruniversiaden 1983
- VM i friidrott 2001
- U-19-VM i fotboll för damer 2002
- NHL-match utomhus 2003
- NHL Heritage Classic 2003
- U20-världsmästerskapet i fotboll 2007
- Världsmästerskapet i fotboll för damer 2015

### Fotnoter
1. ↑  ”Commonwealth Stadium” (på engelska). Edmontons stad. https://www.edmonton.ca/attractions_events/commonwealth-stadium.aspx. Läst 8 juli 2018.